# マティルデ・フォン・エスターライヒ
マティルデ・フォン・エスターライヒ（Mathilde von Österreich, 1849年1月25日 - 1867年6月6日）は、ハプスブルク＝ロートリンゲン家の分枝テシェン公爵家の公女。

## 生涯
テシェン公爵家の当主アルブレヒト大公と、その妻でバイエルン王ルートヴィヒ1世の娘であるヒルデガルトの間の次女として生まれた。テシェン公爵一家は、公爵夫人ヒルデガルトが皇后エリーザベトと従姉妹同士だったこともあり、オーストリア皇帝フランツ・ヨーゼフ一家とは親しい間柄だった。公爵一家は夏は祖父カール大公の建てたバーデン・バイ・ウィーンのヴァイルブルク宮殿で、冬はウィーンの居館で暮らした。
マティルデは又従兄にあたるハプスブルク＝トスカーナ家のルートヴィヒ・ザルヴァトール大公（トスカーナ大公フェルディナンド4世の四弟）と相思相愛の関係だったが、2人は結婚に踏み切ることはなかった。マティルデはオーストリア＝ハンガリー帝国とイタリア王国の政治的緊張関係を改善するため、イタリア王太子ウンベルト（後のイタリア王ウンベルト1世）に嫁ぐことが予定されていたのである。
マティルデは1867年6月6日、皇后エリーザベトのウィーンの居館であるヘッツェンドルフ城において、わずか18歳で亡くなった。マティルデは劇場に行くためにガーゼのドレスに着替え、煙草に火を付けた。ちょうどそこへ日頃から娘に喫煙を禁じている父アルブレヒト大公が近づいてきたため、マティルデは急いで煙草をドレスの後ろに隠した。すると燃えやすい素材のドレスは瞬く間に発火し、マティルデは全身に大やけどを負って亡くなった。
マティルデ大公女の遺骸は、皇帝家の霊廟であるカプツィーナー納骨堂の、先に亡くなっていた母と兄の傍に安置された。